# Laurens Vanthoor
Laurens Vanthoor (ur. 8 maja 1991 w Hasselt) – belgijski kierowca wyścigowy.

## Kariera
Karierę rozpoczął w roku 2002, od startów w kartingu. Po jej zakończeniu postanowił rozpocząć poważną karierę wyścigową, debiutując w 2008 roku w Niemieckiej Formule 3. Debiut okazał się sukcesem, gdyż Belg od razu należał do ścisłej czołówki serii. Ostatecznie z dwoma zwycięstwami został sklasyfikowany na 4. pozycji w końcowej klasyfikacji. W drugim podejściu zdominował cały cykl, wygrywając po drodze dziesięć z szesnastu wyścigów. Stał się tym samym najmłodszym mistrzem w historii serii. 
W tych samych sezonach dwukrotnie wystąpił w prestiżowym wyścigu o Grand Prix Makau. W pierwszym roku spisał się nadspodziewanie dobrze, będąc ostatecznie sklasyfikowanym na świetnej 6. pozycji (stał się więc najmłodszym w historii kierowcą, finiszującym na tak wysokim miejscu). W drugim z kolei z powodu problemów zajął odleglejszą 15. lokatę. Poza tym wziął udział w innym prestiżowym wyścigu - Masters of Formuła 3 – który również zakończył poza pierwszą dziesiątką, zajmując ostatecznie 13. miejsce. Oprócz tego Vanthoor wystąpił w 2009 roku, w jednej rundzie Belgijskich Mistrzostw Samochodów Turystycznych (nie był liczony do klasyfikacji). Największym jego sukcesem był zdobycie pierwszego pola startowego.
W sezonie 2010 awansował do Formuły 3 Euroseries, w której to ścigał się w zespole Signature-Plus. W ciągu osiemnastu wyścigów Belg czterokrotnie stanął na podium oraz sięgnął po pole position na brytyjskim torze Brands Hatch. Zgromadzone punkty sklasyfikowały Laurensa na 6. miejscu w klasyfikacji generalnej.

## Statystyki
| Sezon | Seria                                           | Zespół                     | Wyścigi | Zwycięstwa | PP | NO | Podium | Punkty | Pozycja |
| ----- | ----------------------------------------------- | -------------------------- | ------- | ---------- | -- | -- | ------ | ------ | ------- |
| 2008  | Niemiecka Formuła 3                             | Van Amersfoort Racing      | 18      | 2          | 3  | 2  | 9      | 85     | 4       |
| 2008  | Grand Prix Makau                                | RC Motorsport              | 1       | 0          | 0  | 0  | 0      | N/A    | 6       |
| 2009  | Niemiecka Formuła 3                             | Van Amersfoort Racing      | 18      | 11         | 11 | 10 | 15     | 163    | 1       |
| 2009  | Masters of Formuła 3                            | Carlin Motorsport          | 1       | 0          | 0  | 0  | 0      | N/A    | 15      |
| 2009  | Grand Prix Makau                                | Signature-Plus             | 1       | 0          | 0  | 0  | 0      | N/A    | 13      |
| 2009  | Belgijskie Mistrzostwa Samochodów Turystycznych | SEAT Belgium               | 2       | 0          | 1  | 0  | 1      | 0      | NS†     |
| 2010  | Formuła 3 Euroseries                            | Signature-Plus             | 18      | 0          | 0  | 0  | 4      | 42     | 6       |
| 2011  | Formuła 3 Euroseries                            | Signature                  | 27      | 0          | 0  | 0  | 5      | 189    | 6       |
| 2012  | FIA GT1 World Championship                      | Belgian Audi Club Team WRT | 18      | 3          | 1  | 0  | 3      | 122    | 4       |

† – Vanthoor nie był liczony do klasyfikacji

## Wyróżnienia
W roku 2008 Laurens Vanthoor otrzymał nagrodę RACEB, na najbardziej obiecującego belgijskiego kierowcę roku.